# Ен Хатавеј
Ен Џеклин Хатавеј (енгл. Anne Jacqueline Hathaway; 12. новембар 1982) америчка је глумица. Била је једна од најплаћенијих глумица на свету у 2015. години. Освојила је бројне награде, међу којима су Оскар за најбољу глумицу у споредној улози, Еми за ударне термине и Златни глобус. Њени филмови зарадили су 6,4 милијарде долара широм света, а појавила се на Форбсовој листи 100 славних 2009. године.
Завршила је средњу школу Милберну у Њу Џерзију, где је глумила у неколико представа. Као тинејџерка, била је на кастингу за телевизијску серију Get Real (1999—2000), а велику пажњу на себе је привукла као главна јунакиња у свом првом филму, Дизнијевој комедији Принцезини дневници (2001). Затим је почела са одраслим улогама 2005. године у драмама Русвај (енгл. Havoc) и Планина Броукбек (енгл. Brokeback Mountain). Комедија Ђаво носи праду (енгл. The Devil Wears Prada), у којој је Хатавејова глумила асистенткињу уреднице модног часописа, био је до тада њен највећи комерцијални успех. Глумила је лечену алкохоличарку у драми Рејчел се удаје (енгл. Rachel Getting Married, 2008), што јој је донело номинацију за Оскара за најбољу глумицу у главној улози. Након тога се појавила у успешним комерцијалним љубавним филмовима Кад невесте зарате (2009), Дан заљубљених (енгл. The Valentine's Day, 2010), Љубав и други стимуланси (енгл. Love & Other Drugs, 2010), те у фантастичном филму Алиса у земљи чуда (енгл. Alice in Wonderland, 2010).
Глумила је Селину Кајл у њеном најпрофитнијем филму Успон мрачног витеза (енгл. The Dark Knight Rises) из 2012. године, последњем наставку трилогије о мрачном витезу. Исте године, глумила је Фантину, проститутку која болује од туберкулозе, у романтичној драми и мјузиклу Јадници (фр. Les Misérables), због чега је добила бројна признања, међу којима је Оскар за најбољу глумицу у споредној улози. Затим је глумила научницу у научнофантастичном филму Међузвездани (енгл. Interstellar, 2014), власницу модне странице на интернету у комедији Млађи референт (енгл. The Intern, 2015), као и охолу глумицу у филму Оушнових 8 (енгл. Ocean's 8, 2018). Хатавејова је такође освојила награду Еми за давање гласа карактеру у анимираној телевизијској серији Симпсонови (енгл. The Simpsons), певала је за музику у филмовима, појављивала се на позорници и водила разне догађаје.
Хатавејова подржава неколико добротворних организација. Чланица је одбора Мреже позоришта Лолипоп, организације која доноси филмове болесној деци у болницама, а такође је амбасадор добре воље Организације уједињених нација за родну равноправност. У браку је са предузетником Адамом Шулманом.

## Младост
Ен Џеклин Хатавеј рођена је у бруклинској области у Њујорку 12. новембра 1982. године. Њен отац Џералд је адвокат, а мајка Кејт је некадашња глумица. Кејт је ирског, а Џералд ирског, француског, енглеског и немачког порекла. Презиме Хатавеј потиче из Енглеске, а Ен је добила име по супрузи Вилијама Шекспира. Друго је од троје деце; има два брата, старијег Мајкла и млађег Томаса. Када је имала 6 година, њена породица се преселила у Шорт хилс четврт Милберна у Њу Џерзију, где је и одрасла.
Са шест година, Ен је гледала мјузикл Јадници (фр. Les Misérables) и своју мајку у улози Фантине. Одмах је постала фасцинирана позорницом, али њени родитељи нису били вољни да јој дозволе да започне глумачку каријеру. Након тога, Кејт је престала да глуми, како би се посветила одгоју Ен и њене браће. Хатавејова је одгојена у римокатоличкој породици, са оним што она сматра „заиста јаким вредностима” и изјавила је да је, током детињства, желела да буде часна сестра, али је глума за њу увек била главни приоритет. Са 15 година, њен однос са католичком црквом се променио, након што је сазнала да је Мајкл, њен старији брат, хомосексуалац. Њена породица је напустила цркву, прелазећи у епископалијанце због прихватања хомосексуалности, али је и то напустила. Хатавејова је 2009. године изјавила да су њена верска уверења „радови у току”.
Хатавејова је похађала Бруклин Хајтс Монтесори школу и основну школу Вајоминг у Милбурну. Матурирала је у Милбурну, где је играла фудбал и учествовала у многим представама, међу којима је представа Once Upon a Mattress, у којој је играла Винифред. Касније се појавила у неким другим представама као што су Џејн Ејр (енгл. Jane Eyre) и Џиџи (енгл. Gigi), у Paper Mill Playhouse у Њу Џерзију. Студирала је на Америчкој академији драмских уметности 1993. године и постала је прва тинејџерка која је примљена у глумачки програм компаније Barrow Group Theater. Провела је неколико семестара студирајући енглески језик и политичке науке на колеџу Васар у Покипсију у Њујорку, пре него што се пребацила у школу за индивидуализоване студије Галатин. Изјавила је да би постала наставница енглеског језика или психолог да није постала глумица.
Између 1998. и 1999. године, Хатавејова је певала сопран са хором у средњој школи у Карнеги холу, као и у представама у школи у Вест Оринџу у Њу Џерзију. На почетку њене глумачке каријере, њен стил глуме и лепота поређени су са Џуди Гарланд — коју наводи као једну од омиљених глумица — и Одри Хепберн. Три дана након представе у Карнеги холу, Хатавејова је позвана на аудицију за кратку Фоксову серију Get Real. Упркос њеном успеху од малих ногу, Хатавејова је патила од депресије и анксиозности као тинејџерка; наводи да је то прерасла. Пропустила је први семестар на факултету због снимања свог филмског првенца Принцезини дневници (2001). Изјавила је да никада није зажалила што није дипломирала, јер је уживала да буде са осталима „који су покушавали да порасту”.

## Каријера

### 2001—2004: Деби и пробој
Ен Хатавеј се појавила у главној улози комедије Принцезини дневници и авантуристичке драме Друга страна раја (енгл. The Other Side of Heaven), Дизнијевим филмовима из 2001. године. Филм Принцезини дневници заснован је истоименом на роману Мег Кабот из 2000. године, а прати живот тинејџерке Мие Термополис (Хатавејова) која открива да је наследница престола измишљеног краљевства Ђеновије. Хатавејова је одрадила кастинг за ову улогу док је чекала одложен лет за Нови Зеланд. Гери Маршал, директор филма, првобитно је разматрао Лив Тајлер за ову улогу, али је позвао Хатавејову на аудицију након што су му његове унуке рекле да она има најбољу косу за принцезу. Филм је доживео огроман комерцијални успех, зарадивши 165 милиона долара широм света. Хатавејова је добила бројне похвале филмских критичара; критичари Би-Би-Си-ја су навели да „Хатавејова сија у насловној улози и ствара одличну хемију”, а новинар Њујорк тајмса Елвис Мичел је написао да је сматра „младим комичним талентом са бројним карактеристикама”. Номинована је за МТВ филмску награду за највеће глумачко откриће за ову улогу. Хатавејова је глумила са Кристофером Горемом у филму Мича Дејвиса Друга страна раја. Филм је инспирисан мемоарима In the Eye of the Storm Џона Гроберга, а добио је углавном негативне критике и имао је лошу зараду.

„Што се тиче улоге принцезе, постоји период током кога можете да глумите младу даму пре него што почнете да се осећате заиста смешно. Ове улоге су ми веома забавне, схватила сам да би добро било да их искористим док могу. Након тога ћу моћи да глумим зависнице од дроге и проститутке, све оне добре улоге за које се касније добијају Оскари.”

—Ен Хатавеј, 2004
Након успеха у филму Принцезини дневници, часопис Пипл прогласио је Хатавејову једном од звезда у успону 2001. године. Фебруара 2002. године, Хатавејова је глумила у мјузиклу Carnival! што је био њен деби на позорници Њујорка. Глумила је Лили, оптимистично сироче које се заљубило у мађионичара. Пре пробе са читавом глумачком поставом, Хатавејова је 2 недеље вежбала са вокалним тренером. Упамтила је скоро сав свој текст и песме након првог читања. Критичари су је генерално хвалили јер се добро држала поред познатих глумаца и најавили су је као нову звезду. У позитивној рецензији мјузикла, Чарлс Ишервуд из часописа Variety назвао је Хатавејову главном атракцијом и „изразито неусиљеном и привлачном”, хвалећи њен уверљиви наступ. Освојила је Кларенс Дервент награду за најперспективнију жену. Касније, Хатавејова је позајмила глас за аудио верзије прве три књиге романа Принцезини дневници.
Хатавејова је глумила принцезе и појављивала се у породичним филмовима у наредне три године, да би у медијима постала позната као главни дечји узор. Након што је дала глас Хару Јушиоки за енглеску верзију филма Повратак мачка (енгл. The Cat Returns, 2002), глумила је у комедији-драми Дагласа Макгрета Николас Никлбај (енгл. Nicholas Nickleby, 2002), за шта је добила позитивне критике. Ипак, филм није био издат у свету, а у Северној Америци је доживео неуспех у заради, са мање од 4 милиона долара од продаје улазница. Фантастична романтична комедија Зачарана Ела (енгл. Ella Enchanted, 2004), у којој је Хатавејова глумила насловну улогу, такође је имала лошу зараду. Хатавејова је први пут прочитала књигу по којој је филм прављен када је имала 16 године, а изјавила је да је сценарио првобитно био много ближи књизи, али није успео као филм, те зато више воли филм какав је настао. Филм је добио различите критике. Хатавејова је отпевала три песме за саундрек филма, међу којима је и дует са певачем Џесијем Макартнијем.
Хатавејова је 2003. године одбила улогу за филм Џоела Шумахера Фантом из опере (енгл. The Phantom of the Opera, 2004), јер се продукција филма преклапала са филмом Принцезини дневници 2: Краљевска веридба (енгл. The Princess Diaries 2: Royal Engagement, 2004). Хатавејова је првобитно била неодлучна и нервозна због глуме у наставку, али је пристала након што ју је Маршал убедио да ништа не понавља. Филм је објављен у августу 2004. године, а добио је негативне рецензије, иако је зарадио 95,1 милион долара са буџетом од 40 милиона долара.

### 2005—2008: Прелаз на улоге одраслих и већи успех
У чланку из 2008. године, Хатавејова је изјавила да је „било коме ко је био дечји узор потребан одмор”, али је напоменула да је „дивно мислити да је моја публика одрастала уз мене”. Како би избегла кастинг за улоге одређеног типа, почела је да узима улоге одраслих. Након што је заменила Тару Стронг у гласовној улози Црвенкапе у анимираном филму Ко је сместио Црвенкапи? (2005), глумила је у драми Русвај (енгл. Havoc, 2005) размажену буржујку, при чему се појавила гола у неким сценама. Иако се филм тематски разликовао од њених ранијих филмова, Хатавејова је негирала да је њена улога покушај да је људи виде као зрелију глумицу, цитирајући своје уверење да је голотиња у неким филмовима само део онога што њен одабрани облик уметности захтева од ње; због тог уверења она не сматра да је морално неприхватљиво појавити се голишав у одговарајућим филмовима. Филм није објављен у биоскопима у САД због неповољног критичког пријема.
Хатавејова је глумила заједно са Хитом Леџером и Џејком Џиленхолом у драми Анга Лија Планина Броукбек (енгл. Brokeback Mountain, 2005). Филм приказује емотивну и сексуалну везу између два венчана мушкарца, Ениса (Леџер) и Џека (Џиленхол); Хатавејова је глумила Џекову супругу. Првобитно јој је послат сценарио за улогу Алме, Енисове супруге, али је одлучила да иде на кастинг за Лурин након што је прочитала сценарио. Током аудиције, Хатавејова је слагала Лија да зна јахати коње како би је позвао на кастинг, али је након тога узела лекције из јахања. Филм је добио позитивне критике и неколико номинација за Оскара. Питер Траверс из часописа Ролинг стоун је веровао да Хатавејова „одлично успева да покаже Луринино путовање од слаткице до јаке особе”, док Тод Макарти из часописа Variety мисли да  „пружа забаван контраст у супружничком разочарењу”. Хатавејова је касније изјавила да је садржај филма био много важнији него број награда које је добио и да је током снимања филма постала свесна какве врсте прича жели да исприча као глумица. Тада је схватила да жели да игра улоге које ће гледаоце забавити толико да забораве на своје животе.
У комедији Дејвида Франкела Ђаво носи Праду (енгл. The Devil Wears Prada) из 2006. године, Ен је глумила асистенткињу Миранде Присли, моћне уреднице модног часописа, коју је глумила Мерил Стрип. Хатавејова је изјавила да је, радећи на овом филму, стекла поштовање према модној индустрији много више него што је раније имала, иако, како је тврдила, њен лични став је нешто што „и даље не може да погоди”. Такође је изјавила да су она и Емили Блант, која је такође глумила у филму, биле толико гладне због режима мршављења због филма, да их је то доводило до плача. Како би се припремила за ову улогу, Хатавејова је волонтирала неколико недеља као асистент у акцијској кући. Филм је добио позитивне критике; Роџер Иберт је Хатавејову назвао „великом лепотом [...] која уверљиво глуми девојку која јури каријеру”, а на Ротен томејтоуз је написано „Стрипова је у топ форми, а Ен Хатавеј више него што држи своју”. Ђаво носи праду је постао највећи комерцијални успех Хатавејове до тада, са зарадом од преко 326,5 милиона долара широм света.
Хатавејова је ишла на аудицију за филм Заломило се (енгл. Knocked Up), али је одустала пре него што је снимање почело и замењена је са Кетрин Хајгл. Према писцу и редитељу филма Џуд Апатоу, ово се десило јер је Хатавејовој било непријатно што се користе реални снимци жене приликом порођаја. Њен једини филм 2007. године била је биографска романтична драма Прича о Џејн (енгл. Becoming Jane), у којој је глумила насловну улогу енглеске ауторке Џејн Остин. Хатавејова је била обожаватељка Џејн Остин још од своје четрнаесте године, те се припремала за улогу тако што је поново читала њене књиге и спроводила је историјска истраживања, попут проучавања писама ауторке; такође је научила знаковни језик, калиграфију, плесну кореографију и клавир. Преселила се у Енглеску месец дана пре него што је снимање почело како би унапредила свој британски нагласак. Филм је добио помешане критике; неки рецензенти су се негативно фокусирали на извођење Хатавејове и на њен нагласак. Без обзира на то, Хатавејовој је филм донео номинацију за Британску независну филмску награду за најбољу глумицу.
Октобра 2008. године, Хатавејова је била домаћин Ен-Би-Си-јеве касноноћне скеч комедије Уживо суботом увече (енгл. Saturday Night Live). Такође је глумила у филмској адаптацији књиге Мела Брукса Ухвати Смарта (енгл. Get Smart), режисера Питера Сигала, у којој је глумила Агента 99, улогу коју она описује као „нарцисоидну — потпуно себичну”. С обзиром да је та улога била „остварење њених дечјих снова”, Хатавејова је током припрема научила борилачке вештине и технике плеса. Током снимања акцијских секвенци, Хатавејова је расцепила месо своје потколенице све до кости, што јој је донело 15 шавова. Филм, који је био усредсређен на аналитичара који сања да постане прави теренски агент и бољи шпијун, био је финансијски успех. Наредни филм Хатавејове, америчко-канадска мистерија и трилер Путници (енгл. Passengers), током ког је сарађивала са Патриком Вилсоном, био је критички и комерцијални неуспех. Затим је са Дебром Вингер у филму Рејчел се удаје (енгл. Rachel Getting Married) глумила Ким, младу жену, која се, након пуштања са рехабилитације од дроге, враћа кући за венчање своје сестре. Филм Рејчел се удаје је премијерно приказан 2008. године на филмским фестивалима у Венецији и Торонту, а Хатавејова је добила признања за свој наступ. Питер Траверс је Хатавејову назвао „сировом и неодољивом у улози Ким” и додао је да је она „одглумила ђавола од тога, постижући стање жалосне милости”. Наступ Хатавејове јој је донео номинације за Оскара за најбољу глумицу у главној улози и Златни глобус за најбољу глумицу у драми.

### 2009—2011: Романтични филмови и посао водитељке
Хатавејова је глумила у филму Кад невесте зарате (2009), који је описала као „одвратно комерцијални и не тако славни”. Романтична комедија, у којој она и Кејт Хадсон глуме две најбоље пријатељице које постају супарнице након што су њихова венчања заказана за исти дан, била је критички неуспех; часопис Тајм је филм 2010. године именовао једним од 10 најгорих чикфликова свих времена. Упркос томе, филм је доживео финансијски успех и донео је Хатавејовој номинацију за МТВ филмску награду за најбољу женску изведбу. Глумила је хероину Вајолу у представи Дванаеста ноћ (енгл. Twelfth Night) у Делакорт театру у Њујорку. Чарлс Ишервуд је сматрао да Хатавејова „зарања глатко и са очигледним задовољством у загрљај кохезивног ансамбла”. За своју изведбу ове улоге, добила је номинацију за Драма Деск награду за изванредну глумицу у представи. Такође је 2010. године освојила награду Еми за ударне термине за гласовну улогу за епизоду „Once Upon a Time in Springfield” серије Симпсонови (енгл. The Simpsons). Хатавејова је позајмила глас различитим ликовима у серији Породични човек (енгл. Family Guy) 2010. и 2011. године.
Хатавејова се 2010. године појавила у улози рецепционерке која је у вези са службеником (којег је глумио Тофер Грејс) у романтичној комедији Дан заљубљених (енгл. Valentine's Day), режисера Гарија Маршала. Филм је доживео комерцијални успех, са зарадом од преко 215 милиона долара широм света, а уз буџет од 52 милиона долара. Глумила је Белу краљицу у адаптацији из 2010. године фантастичног романа Алиса у земљи чуда (енгл. Alice in Wonderland), режисера Тима Бертона, као и у наставку Алиса иза огледала (енгл. Alice Through the Looking Glass) уз Хелену Бонам Картер и Џонија Депа. Своју улогу сумирала је описом са магнета на коме Хепи Бани држи нож; „Слатка али луда. Ствари се изједначе”. Своју интерпретацију Беле краљице Хатавејова је описала као „панк рок веган пацифист”, а инспирацију је пронашла код Деби Хари и у цртежима Дана Флавина. Филм Алиса у земљи чуда добио је разноврсне рецензије критичара; похвале су добили визуелни ефекти, али је критикован недостатак наративне кохеренције. Комерцијално, филм је зарадио милијарду долара, што га чини другим филмом по висини зараде у 2010. години.
Хатавејова је (уз Џејка Џиленхола) глумила уметницу слободног духа која пати од Паркинсонове болести у еротској романтичној комедији-драми Едварда Цвика Љубав и други стимуланси (енгл. Love & Other Drugs), заснованој на књизи Hard Sell: The Evolution of a Viagra Salesman Џејмија Рајдија. За ову улогу, Хатавејова је провела неко време са пацијентима који пате од Паркинсонове болести како би истраживала болест. Припремајући се за сцене са голотињом, гледала је радове глумица Кејт Винслет и Пенелопе Круз које су, по њеном мишљењу, одрадиле овакве врсте сцена са осећајношћу и достојанством. Хатавејова је веровала да ове сцене неће обесхрабрити конзервативне људе да гледају филм. Критичари су углавном хвалили филм због тих сцена, али нису били ентузијастични око главних елемената радње. Хатавејина изведба, коју је Еберт назвао „топлом, љупком”, донела јој је Награду Сателит, као и номинацију за Златни глобус за најбољу главну глумицу у играном филму (мјузикл или комедија). Уз глумца Дензела Вошингтона, Хатавејова је водила Нобеловски концерт у Ослу, децембра 2010. године. Два месеца касније, она и Џејмс Франко су угостили 83. доделу Оскара. Критичари су били неентузијастични око њихове хемије, али су сматрали да је Хатавејова дала све од себе и урадила бољи посао од Франка, за кога су веровали да је деловао незаинтересовано. На 63. додели Награде Еми за ударне термине, номинована је за једну од награда.
Хатавејова је 2011. године дала глас Џувлу, женки папагаја из Рија де Жанеира у анимираном филму Рио, продукцијских кућа Твентит сенчури Фокс и Блу скај стјудиоз. Филм је генерално добио позитивне рецензије критичара који су хвалили визуелне ефекте, гласовне глумце и музику. Доживео је комерцијални успех са зарадом већом од 484 милиона долара наспрам буџета од 90 милиона долара. Касније је Хатавејова глумила уз Џима Стерџеса у филму Лоне Шерфиг Један дан (енгл. One Day), заснованом на истоименом роману Дејвида Николса из 2009. године. Радња филма прати две младе особе које се поново сретну 20 година након што су имали везу на једну ноћ. Хатавејова је тајно добила сценарио; како је радња филма смештена у Уједињеном Краљевству, Шерфигова није тражила америчке глумице за ову улогу. Након непродуктивног састанка са Шерфиговом, Хатавејова јој је оставила списак песама. Пошто је послушала те песме, Шерфигова ју је позвала на аудицију. У интервјуу са Питером Траверсом, Хатавејова је изјавила да је можда нехотице охрабрила мизогинију јер није веровала у Шерфигову као режисера, што је веровала да је било због њеног пола. За њен јоркширски нагласак у филму сматрано је да је био испод просека. Колумниста Сузан Мур, у рецензији филма за емисију Front Row на Би-Би-Си радио 4, изјавила је да су Енини нагласци били неорганизовани, додајући да је она „понекад из Шкотске, понекад из Њујорка, никад се не може знати”. Филм је сам по себи добио подељене критике, али је имао умерену зараду.

### 2012—2014:Јадниции филмови Кристофера Нолана
Хатавејова је 2012. године снимила аудио-књигу Л. Френка Баума Чаробњак из Оза која је објављена на сајту Audible.com и донела јој је номинацију за Награду Оди за најбољу женску соло нарацију. Касније те године, Хатавејова је глумила лукаву, морално несигурну мачку провалника Селину Кајл у филму Успон мрачног витеза (енгл. The Dark Knight Rises), последњем филму Кристофера Нолана из трилогије о мрачном витезу. Хатавејова је дошла на аудицију, али није знала за коју улогу. Признала је да је имала у виду један лик који би глумила, али је сазнала за своју улогу након што је сат времена разговарала са Ноланом. Ову улогу је описала као физички најзахтевнију коју је до тада играла, пошто је морала да удвостручи напоре у теретани како би испунила захтеве за улогу. Обимно је тренирала борилачке вештине за ову улогу, а угледала се на Хеди Ламар приликом развоја своје улоге Жене-мачке. Филм Успон мрачног витеза добио је позитивне рецензије критичара и зарадио је више од 1,085 милијарде долара широм света, што га чини трећим филмом по висини зараде у 2012. години. У рецензији објављеној у IGN о Хатавејовој је написано да је „магнетно присутна” као и да „Хатавејова прожима свој лик повређеним духом и оштрином преживеле особе због чега се чини искреном и симпатичном”. Хатавејова је освојила Награду Сатурн за најбољу споредну глумицу за овај наступ.
Глумила је Фантину, проститутку која умире од туберкулозе, у филму Тома Хупера Јадници (енгл. Les Misérables), који је заснован на истоименом мјузиклу. Снимци Хатавејове како пева песму из филма „I Dreamed a Dream”, приказани су на конференцији CinemaCon у априлу 2012. године. Хупер је описао певање Хатавејове као „сирово” и „стварно”. Припремајући се за улогу, Хатавејова је уносила мање од 500 калорија дневно како би изгубила 11 kg, тражила је што више информација о проституцији и како она функционише, те је скратила косу. Како би се психички уживела у улогу, послала је супруга назад у САД, како би била сама током снимања филма у Лондону, због чега је постајала све темпераментнија. Критичар Кристофер Ор из The Atlantic написао је да „Хатавејова за улогу даје све што има, у почетку је то тиха туга пре него што уђе у климакс јада и несреће: онда дахће, она плаче, она кашље”. Ен Хорнадеј из Вашингтон поста је написала да „средишњи део филма припада Ен Хатавеј, која, као трагична хероина Фантина, пева још једну од незаборавних нумера”. За овај филм, Хатавејова је освојила награде Оскар, Златни глобус, СГА и БАФТА награду за најбољу глумицу у споредној улози. На питање да ли је задовољна својим наступом у филму, Хатавејова је показала сумње, одговарајући са „Ех”. Јануара 2013. године, Хатавејина изведба „I Dreamed a Dream” достигла је 69. место на Билборд хот 100 листи.
Након што се кратко појавила у романтичној комедији Дон Џон (енгл. Don Jon) 2013. године, Хатавејова је глумила и копродуцирала (са својим супругом и осталима) филм Song One. У овој драми, глумила је студенткињу антропологије која се вратила кући и затекла свог рањеног брата Хенрија (Бен Розенфилд), а убрзо је затим започела романтичну везу са његовим омиљеним музичарем Џејмсом Форестером (Џони Флин). Лик Хатавејове првобитно је написан као да има 19 година, али је писац и режисер филма, Кејт Баркер-Фројланд, променила улогу како би била старија, након што је Хатавејова била на аудицији. Хатавејова каже да су разлози због кога је одлучила да режира филм били лечећа моћ музике и друге шансе које су приказане у филму. За саундтрек филма, Хатавејова је отпевала песму „Afraid of Heights“. Song One премијерно је приказан у САД на драмском такмичењу Филмског фестивала Санденс у јануару 2014. године, а у биоскопима је објављен наредне године, са разноврсним рецензијама критичара. Филм није успео да поврати свој буџет од 6 милиона долара.
Хатавејова је поновила своју улогу Џувл у анимираном филму Рио 2 — свом трећем филму са Џејмијем Фоксом — који је објављен 2014. године. Филм је зарадио пет пута више новца него што је имао у буџету (103 милиона долара). Једини акциони филм Хатавејове из 2014. године био је епски научнофантастични филм Кристофера Нолана Међузвездани (енгл. Interstellar). Радња је смештена у дистопијској будућности у којој се човечанство мучи како би преживело, а филм прати групу астронаута који путују кроз црвоточину како би пронашли нови дом за човечанство. Филм је имао буџет од 165 милиона долара, високобуџетну продукцију, глумачку екипу коју су чинили Хатавејова, Метју Маконахеј и Џесика Частејн, а сниман је углавном IMAX камерама. Хатавејову је привукао раст њеног лика од арогантне до скромније особе. Током снимања сцена у води на Исланду, Хатавејова је умало добила хипотермију јер њено одело није било правилно осигурано. Критичари за The Independent и Empire написали су да је била уверљива као научница која се мучи да одлучи између њених професионалних обавеза и њених осећаја, као и да је унела душу у улогу. Филм Међузвездани, који је зарадио више од 675 милиона долара широм света, донео је Хатавејовој номинацију за Награду Сатурн за најбољу глумицу.

### 2015—данас: Улоге у комедијама
Хатавејова је 2015. годину започела наступом у првој сезони музичког ријалити шоуа Lip Sync Battle. У епизоди, такмичила се против Емили Блант, своје колегинице из филма Ђаво носи Праду; уснама је синхронизовала песму „Love” Мери Џеј Блаџ и „Wrecking Ball” Мајли Сајрус. Једини филм из 2015. године у којем је Хатавејова глумила био је Млађи референт (енгл. The Intern) Ненси Мајерс. Филм говори о Бену Витејкеру (којег глуми Роберт де Ниро), седамдесетогодишњаку који постаје практикант у модном интернет сајту који води Хатавејин лик, Џулс Остин. Хатавејова је тежила да сарађује са Де Ниром и Мајерсовом, њеним најдражим глумцем и редитељком; импресионирана причом филма, три пута је била на аудицији за филм Мајерсове. Критике за филм су углавном биле позитивне; једна на Ебертовој веб-страници сматрала је Хатавејову „екстремно привлачном”, а рецензент за Vulture је написао „Млађи референт пролази због Де Нирове љубазности и слатке енергије Хатавејове”. Са буџетом од 35 милиона долара, филм је зарадио 194 милиона долара широм света. Хорор филм из 2015. године Be My Cat: A Film for Anne, о амбициозном румунском филмском ствараоцу који одлази у невероватне екстреме да убеди Хатавејову да глуми у његовом филму, премијеру у Северној Америци имао је у априлу 2016. године на Нешвил филмском фестивалу.
Хатавејова је репризирала своју улогу Беле краљице у филму Алиса иза огледала (енгл. Alice Through the Looking Glass), наставку филма Алиса у земљи чуда из 2010. године. Тог марта објављено је да ће поновити свој улогу у наставку Принцезини дневници 3; пројекту који је затворен након смрти Гарија Маршала, режисера филма. Хатавејова је једна од неколико глумаца који су се појавили на албуму Барбре Страјсенд из 2016. године Encore: Movie Partners Sing Broadway. Заједно са Дејзи Ридли, Хатавејова и Страјсендова су извеле песму „At The Ballet” из мјузикла Плесачи првог реда (енгл. A Chorus Line); Хатавејова је играла улогу Меги, једну од три плесачице које се надају да ће бити примљене за аудицију за надолазећи шоу. Њен последњи филм те године био је научнофантастични црнохумористични филм Нача Вигалондоа Colossal (2016) у којем је глумила заједно са Џејсоном Судејкисом. Глумила је незапослену младу ауторку, а била је прва глумица која је потписала уговор у време када пројекат није имао финансијску подршку. Привукла ју је природа сценарија, који скаче из жанра у жанр, што је касније упоредила са једним од својих омиљених филмова Бити Џон Малкович (енгл. Being John Malkovich, 1999). Филм је добио позитивне рецензије критичара, али је зарадио само 4 милиона долара.
Након двогодишњег одсуства са сцене, Хатавејова се појавила у улози познате глумице у филму Оушнових 8 (енгл. Ocean's 8), делу режисера Гарија Роса. Глумила је заједно са Сандром Булок и Кејт Бланчет, а филм је пратио групу криминалаца који планирају да опљачкају Мет Галу. Хатавејова је изјавила да јој је било забавно глумити некога са тако огромним егом и у тој улози је видела прилику „да провири у све смешне глупости славе које сам покушавала да уклоним током свих ових година”. Хатавејова се надала да ће филм имати добру зараду тако да би могла побити све тврдње да филм са женским протагонистима не успева у комерцијалном смислу. Многе критике су сматрале да је Хатавејин наступ засењен глумом њених сарадница. Она је једина успешна мешавина комедије и сажаљења — жртва кола среће славних која је такође способна и да га надмудри. Филм је имао добру зараду, зарадивши укупно преко 297 милиона долара широм света са буџетом од 70 милиона долара.
Хатавејова је 2019. године глумила у два лоше оцењена филма, трилеру Спокој (енгл. Serenity) и комедији Преваранти (енгл. The Hustle). У Спокоју је наступала заједно са Метјуом Маконахејем, глумећи жену која унајми свог бившег мужа да убије њеног садашњег мужа који је малтретира. За ову улогу, Ен је офарбала своју косу у плаво. Вашингтон пост је критиковао њен наступ „као да је из цртаног филма”, написавши да је њен лик фаталне жене подсећао на „акцију Џесике Ребит”. Филм Преваранти био је римејк филма из 1988. године Прљави покварени преваранти (енгл. Dirty Rotten Scoundrels), у којем је глумила заједно са Ребел Вилсон.

#### Предстојећи пројекти
Хатавејова ће глумити жену са биполарним поремећајем у епизоди романтичне антологијске серије Modern Love. Затим ће глумити у политичком трилеру The Last Thing He Wanted, којег режира Ди Рис, а глумиће у споредној улози уз Марка Рафала у драми Dark Waters, коју режира Тод Хејнс. Такође ће се појавити у филму The Witches, адаптацији истоименог романа режисера Роберта Земекиса, а глумиће у главној улози у филму заснованом на франшизи Улица Сезам (енгл. Sesame Street).

## Приватни живот
Хатавејова је 2004. године започела романтичну везу са италијанским агентом за некретнине Рафаелом Фолијеријем. Фолијеријева фондација на Менхетну, основана 2003. године, фокусира се на напоре као што су обезбеђивање вакцинације за децу у сиромашним земљама. Јуна 2008. године, организацију је истраживала пореска управа САД због неуспеха у достављању потребних информативних непрофитних образаца. Јуна 2008. године, Фолијери је ухапшен под оптужбом да је преварио инвеститоре за више милиона долара у шеми у којој је глумио агента за некретнине Ватикана. Федералном истражном бироу достављени је заплењени Енини приватни записи из Фолијеријевог стана у Њујорку као део истраге у вези са Фолијеријевим активностима. Хатавејова није оптужена ни за какав злочин. Октобра 2008. године, након што је пре тога признао кривицу, Фолијери је осуђен на четири и по године затвора.
Хатавејова се удала за америчког предузетника и глумца Адама Шулмана 29. септембра 2012. године у Биг Суру у Калифорнији. Родила је сина, Џонатана Роузбанкса Шулмана, 2016. године. Исте године, Хатавејова је купила стан вредан 2,55 милиона долара у Горњем вест сајду, кварту на Менхетну, где живи са Шулманом и њиховим сином. Хатавејова и Шулман су продали фотографије са свог венчања и донирали зараду групи која се залаже за истополни брак Freedom to Marry. Такође су били домаћини журке  National Engagement Party групе Freedom to Marry, на којој је прикупљено пола милиона долара. Јула 2019. године, Хатавејова је на друштвеним мрежама објавила да очекују друго дете и открила је своје проблеме са зачећем и неплодношћу.
Почеком 2007. године, Хатавејова је причала о свом искуству са депресијом током тинејџерских година, рекавши да је евентуално прерасла поремећај без икаквих лекова. Године 2008, почела је да пуши након стресног лета и краја везе са Фолијеријем. Заслуге за свој престанак пушења приписала је смањењу стреса и повратак вегетаријанству. Иако је Хатавејова постала веган почетком 2012, прекинула је то током снимања филма Међузвездани августа 2014. године.

## Активизам и политички рад
Хатавејова је била дугогодишњи заштитни знак Најки фондације за подизање свести против дечјих бракова. Јула 2006. године, провела је недељу дана у Никарагви како би помогла у вакцинацији деце против хепатитиса А. Путовала је и у друге земље како би подигла свест о правима жена и девојака, међу којима су Етиопија и Кенија. Године 2008, часопис Ел јој је одао почаст у рубрици „Жене у Холивуду” и добила је награду Кампање за људска права за свој филантропски рад; такође је награђена за свој рад са Step Up Women's Network 2008. године. Удружила се са Светском банком 2010. године у двогодишњи развој програма The Girl Effect чија се мисија фокусирала на помоћ у оснаживању девојака у земљама у развоју и у развијеним земљама у којима једна трећина младих жена није запослена нити је у школи. Године 2013, одржала је говор за Girl Rising, Си-Ен-Ен-ов документарни филм, који се фокусирао на моћ женског образовања пратећи седам девојака широм света које су покушавале да савладају препреке и прате своје снове.
Хатавејова је тренутно у одбору Мреже позоришта Лолипоп и укључена је у хуманитарни рад организација Креативне коалиције, Истраживачке дечје болнице Сент Џуд и Кампање за људска права. Заговорник је ЛГБТ права и донирала је новац организацијама које подржавају истополни брак. Хатавејова је 2016. године именована за Амбасадора добре воље УН-а, на основу њене подршке родној равноправности. Наредне године је држала говор на Међународни дан жена, приликом кога је причала о плаћеном трудничком одсуству за мушкарце као и за жене. Како би промовисала повећану свест о системском сексизму у индустрији забаве, Хатавејова је подржала веће професионалне могућности за жене и критиковала је Холивуд како није место равноправности. Сарађивала је са 300 жена у Холивуду 2018. године како би поставила Time's Up иницијативу за заштиту жена од узнемиравања и дискриминације. Хатавејова је такође причала против насиља над геј студентима, дискриминације према трансродној деци и супериорности беле расе.

## У медијима
Џон Хишкок из новина The Daily Telegraph сматра Хатавејову „разумном, љубазном младом женом са добрим смислом за хумор, широким осмехом и лагодним ставом”. Каже да, упркос значајном успеху, Хатавејова никада није „постала Холивуд”, остајући блиска са својим пријатељима. Аутори књиге 365 Style кажу да Хатавејова има имиџ девојке из комшилука, а Ненси Мајерс (која је режирала филм Млађи референт) за Хатавејову каже да је „много мудра за своје године”. Лаура Браун из новина Harper's Bazaar сматра је „искреном”, „срдачном и забавном” женом. Након одржаног говора на додели Златног глобуса за Јаднике, неки медији су почели да је називају „превише глумачком, претерано жељном”, и неаутентичном. Хатавејова је 2014. године изјавила да се осећа анксиозно када прича пред људима, али пошто је то прерасла, постала је много саосећајнија особа. Што се тиче имиџа који је оставила, каже да „људи имају ту идеју о мени као да сам само веома укочена, професионална девојка, која, претпостављам, и јесам, али се ја и опуштам и забављам у животу”.
У рецензији њеног рада за Twelfth Night, Чарлс Ишервуд је написао „на сцени или платну госпођа Хатавеј поседује непогрешив сјај природне звезде”. Новинар из часописа Esquire написао је да су многе њене добре изведбе биле превиђене, описујући њену каријеру као „суптилну бриљантност која је у великој мери остала незапажена”. Дискутујући о њеној каријери 2015. године, Хатавејова је изјавила да се, након појављивања у Принцезиним дневницима, борила да нађе озбиљне улоге или оне које нису толико везане за принцезе. Према Џуди Гуглиемли из часописа Пипл, Хатавејова је искористила страх од добијања типских улога као мотивацију да изгради свестрану глумачку каријеру. Гуглиемли верује да је Енина способност да опсежно истражује своје улоге кључ њеног успеха. Писац за The Daily Telegraph хвали њену вољу да се појави у различитим жанровима, у распону од акционих комедија до драма. Хатавејова тежи да се појави у многим различитим филмовима, сарађује са различитим режисерима и игра разнолике улоге. Каже да би била „изгубљена” без глуме и да има среће што то пронашла као своју професију. Обучена сценска глумица, преферира да се појављује на позорници како би снимала улоге и наводи да се ужасава глуме пред камерама: „Увек претпостављам да ми је сваки филм последњи и увек претпостављам да морам да изађем и убедим све зашто ме морају ангажовати. И даље сам на аудицији”.
Форбс је Хатавејову навео као једну од најплаћенијих глумица 2015. године, а од 2017. године је једна од најплаћенијих глумица 21. века. Године 2009, Хатавејова се појавила на Форвсовом годишњем списку 100 познатих са приходима од 7 милиона долара и позвана је да се придружи Академији филмских уметности и наука. Анализирајући њене приходе 2010. године, часопис ју је уврстио међу најплаћеније глумце у Холивуду. До октобра 2017. године, филмови у којима је она глумила зарадили су 6,4 милијарде долара широм света. Профилисана као једна од водећих светских глумица у часопису Vanity Fair, Хатавејову, према Кетрин Елсворт из The Daily Telegraph, траже и директори филмова и козметичке компаније. Јануара 2008. године, придружила се француској козметичкој и парфемској компанији Lancôme као заштитно лице њиховог парфема Magnifique. Године 2011, Хатавејова је постала ново лице италијанске компаније Tod's.
Неколико медија је приметило Хатавејин сексепил; FHM, Пипл, AskMen, Maxim, Empire и Entertainment Weekly су је убацили у своје годишње листе најпривлачнијих жена. Године 2011, Los Angeles Times Magazine уврстио ју је у своју листу 50 најлепших жена у филмској индустрији. Елсворт ју је 2008. године назвао „најпривлачнијом младом глумицом у Холивуду”. Хатавејова се са тим није сложила, инсистирајући да она има имиџ „добре девојке” и да нема сексепил. Одбила је третман ботоксом, наводећи да је задовољна у својој кожи.

## Радови и похвале
Према интернет порталу Бокс офис моџо и сајту са највише рецензија Ротен томејтоуз, најцењенији и најплаћенији филмови Ен Хатавеј су Принцезини дневници (2001), Планина Броукбек (2005), Ђаво носи Праду (2006), Ухвати Смарта (2008), Рејчел се удаје (2008), Дан заљубљених (2010), Алиса у земљи чуда (2010), Љубав и други стимуланси (2010), Успон мрачног витеза (2012), Јадници (2012), Међузвездани (2014), Млађи референт (2015), Colossal (2016) и Оушнових 8 (2018).
Хатавејова је била номинована за два Оскара, три награде Златни глобус, и награду БАФТА. Освојила је Оскара, Златни глобус, награду Удружења филмских глумаца и БАФТА награду за најбољу глумицу у споредној улози за Јаднике. Такође је освојила награду Еми за ударне термине за гласовну улогу у епизоди Симпсонових 2010. године. Новембра 2018. године, Хатавејова је била једна од 50 номинованих за Кућу славних Њу Џерзија, организације која награђује доприносе друштву и свету. Маја 2019. године, Хатавејова је добила звезду на Холивудској стази славних за своје доприносе филмској индустрији.

## Филмографија
| Година | Назив на српском                         | Оригинални назив                            | Улога                    | Референце |
| ------ | ---------------------------------------- | ------------------------------------------- | ------------------------ | --------- |
| 2001   | Принцезини дневници                      | The Princess Diaries                        | Миа Термополис           | [ 215 ]   |
| 2001   | Друга страна раја                        | The Other Side of Heaven                    | Жан Сабин                | [ 216 ]   |
| 2002   | Николас Никлбај                          | Nicholas Nickleby                           | Маделајн Бреј            | [ 217 ]   |
| 2003   | Повратак мачка                           | The Cat Returns                             | Хару Јошиока             | [ 218 ]   |
| 2004   | Зачарана Ела                             | Ella Enchanted                              | Принцеза Ела             | [ 219 ]   |
| 2004   | Принцезини дневници 2: Краљевска веридба | The Princess Diaries 2: Royal Engagement    | Миа Термополис           | [ 220 ]   |
| 2005   | Ко је сместио Црвенкапи?                 | Hoodwinked!                                 | Црвенкапа                | [ 221 ]   |
| 2005   | Русвај                                   | Havoc                                       | Алисон Ленг              | [ 222 ]   |
| 2005   | Планина Броукбек                         | Brokeback Mountain                          | Лурин Њусом Твист        | [ 223 ]   |
| 2006   | Ђаво носи Праду                          | The Devil Wears Prada                       | Енди Сакс                | [ 224 ]   |
| 2007   | Прича о Џејн                             | Becoming Jane                               | Џејн Остин               | [ 225 ]   |
| 2008   | Ухвати Смарта                            | Get Smart                                   | Агент 99                 | [ 226 ]   |
| 2008   | Неразумни Брус и неконтролисани Лојд     | Get Smart's Bruce and Lloyd: Out of Control | Агент 99                 | [ 227 ]   |
| 2008   | Рејчел се удаје                          | Rachel Getting Married                      | Ким Бахман               | [ 228 ]   |
| 2008   | Путници                                  | Passengers                                  | Клер Самерс              | [ 229 ]   |
| 2009   | Кад невесте зарате                       | Bride Wars                                  | Ема Ален                 | [ 230 ]   |
| 2009   |                                          | Valentino: The Last Emperor                 | себе                     | [ 231 ]   |
| 2010   | Дан заљубљених                           | Valentine's Day                             | Лиз Каран                | [ 232 ]   |
| 2010   | Алиса у земљи чуда                       | Alice in Wonderland                         | Мирана / Бела краљица    | [ 233 ]   |
| 2010   | Љубав и други стимуланси                 | Love & Other Drugs                          | Меги Мердок              | [ 234 ]   |
| 2010   |                                          | 10 Mountains 10 Years                       | наратор                  | [ 235 ]   |
| 2011   | Рио                                      | Rio                                         | Џувл                     | [ 236 ]   |
| 2011   | Један дан                                | One Day                                     | Ема Морли                | [ 237 ]   |
| 2012   | Успон мрачног витеза                     | The Dark Knight Rises                       | Селина Кајл / Жена-мачка | [ 238 ]   |
| 2012   | Јадници                                  | Les Misérables                              | Фантина                  | [ 239 ]   |
| 2013   |                                          | Girl Rising                                 | наратор                  | [ 240 ]   |
| 2013   |                                          | Don Jon                                     | Емили Ломбардо           | [ 241 ]   |
| 2014   |                                          | Song One                                    | Френи Елис               | [ 242 ]   |
| 2014   | Рио 2                                    | Rio 2                                       | Џувл                     | [ 243 ]   |
| 2014   |                                          | Don Peyote                                  | Агент TRUTH-а            | [ 244 ]   |
| 2014   | Међузвездани                             | Interstellar                                | Амелија Бренд            | [ 245 ]   |
| 2015   | Млађи референт                           | The Intern                                  | Џулс Остин               | [ 246 ]   |
| 2016   | Алиса иза огледала                       | Alice Through the Looking Glass             | Мирана / Бела краљица    | [ 247 ]   |
| 2016   |                                          | Colossal                                    | Глорија                  | [ 248 ]   |
| 2018   | Оушнових 8                               | Ocean's 8                                   | Дафне Клугер             | [ 249 ]   |
| 2019   | Спокој                                   | Serenity                                    | Карен Заријакас          | [ 250 ]   |
| 2019   | Преваранти                               | The Hustle                                  | Жозефин Честерфилд       | [ 251 ]   |
| 2019   |                                          | Dark Waters                                 | Сара Билот               | [ 252 ]   |
| 2020   |                                          | The Witches                                 | Ива Ернст                | [ 253 ]   |
| 2020   |                                          | The Last Thing He Wanted                    | Елена Макмаон            | [ 254 ]   |
| 2021   | Закључани                                | Locked Down                                 | Линда                    |           |
| 2022   | Време Армагедона                         | Armageddon Time                             | Естер Граф               |           |
| 2023   |                                          | Eileen                                      | Ребека                   |           |
| 2023   |                                          | She Came to me                              | Патриша                  |           |
| 2026   | Ђаво носи Праду 2                        | The Devil Wears Prada 2                     | Енди Сакс                |           |
| 2026   | Одисеја                                  | The Odyssey                                 |                          |           |